# ام‌اس‌سی اسکار
ام‌اس‌سی اسکار (به انگلیسی: MSC Oscar) یک کشتی کانتینری متعلق به شرکت ام‌اس‌سی است.

در تاریخ ۸ ژانویه ۲۰۱۵ ام‌اس‌سی اسکار به عنوان بزرگترین کشتی کانتینری جهان شناخته شد. تا نوامبر ۲۰۱۴ سی‌اس‌سی‌ال گلوب بزرگترین کشتی کانتینری بود.

## نام
ام‌اس‌سی اسکار نام خود را از پسر دیگو آپونته مدیر و مالک شرکت ام‌اس‌سی گرفته است.

## ساخت
ام‌اس‌سی اسکار توسط شرکت دوو با هزینه‌ای معادل ۱۴۰ میلیون دلار آمریکا در کره جنوبی ساخته شد.

## نگارخانه

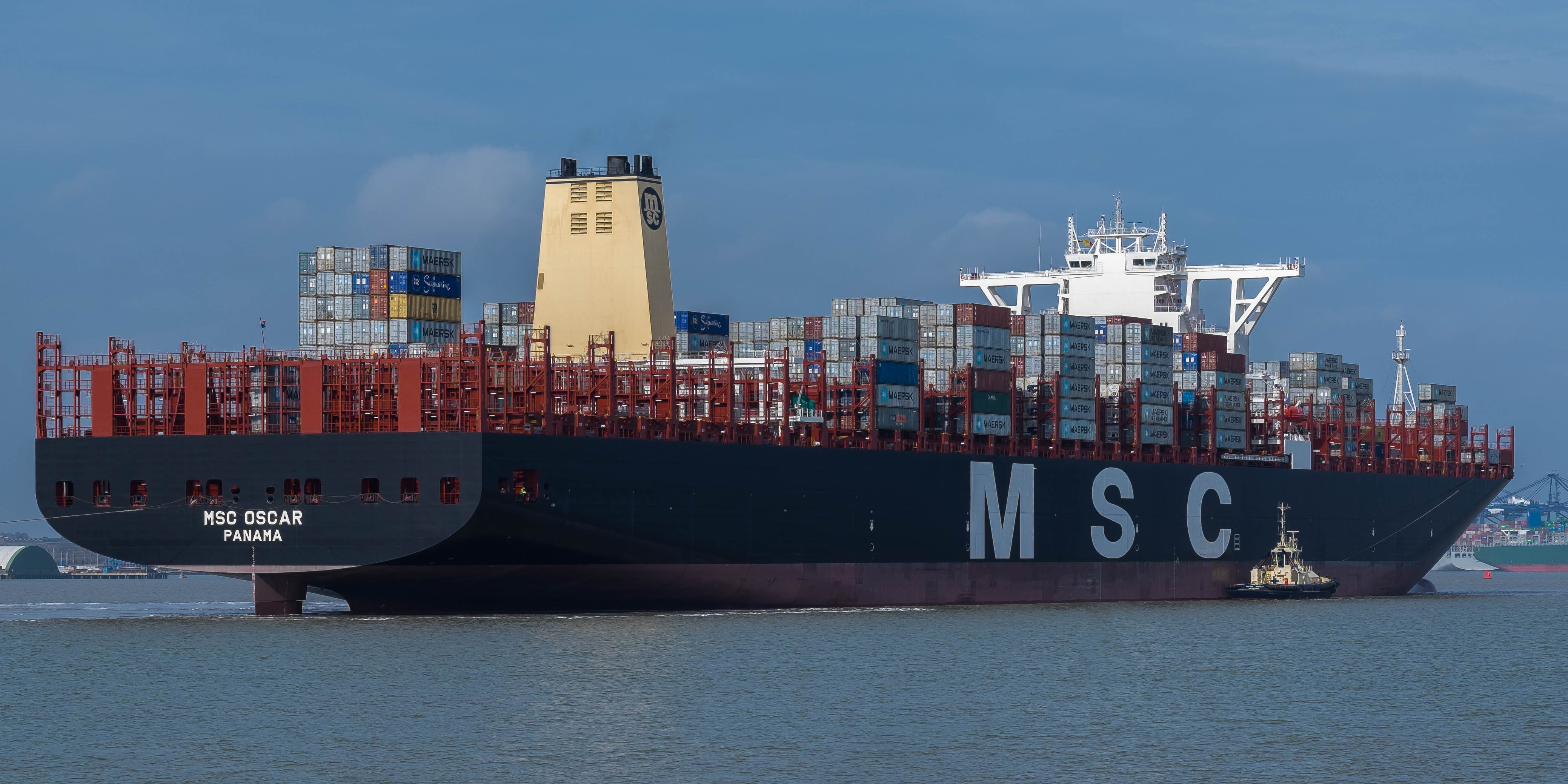
ام‌اس‌سی اسکار در حال ورود به فلیکستو در انگلستان
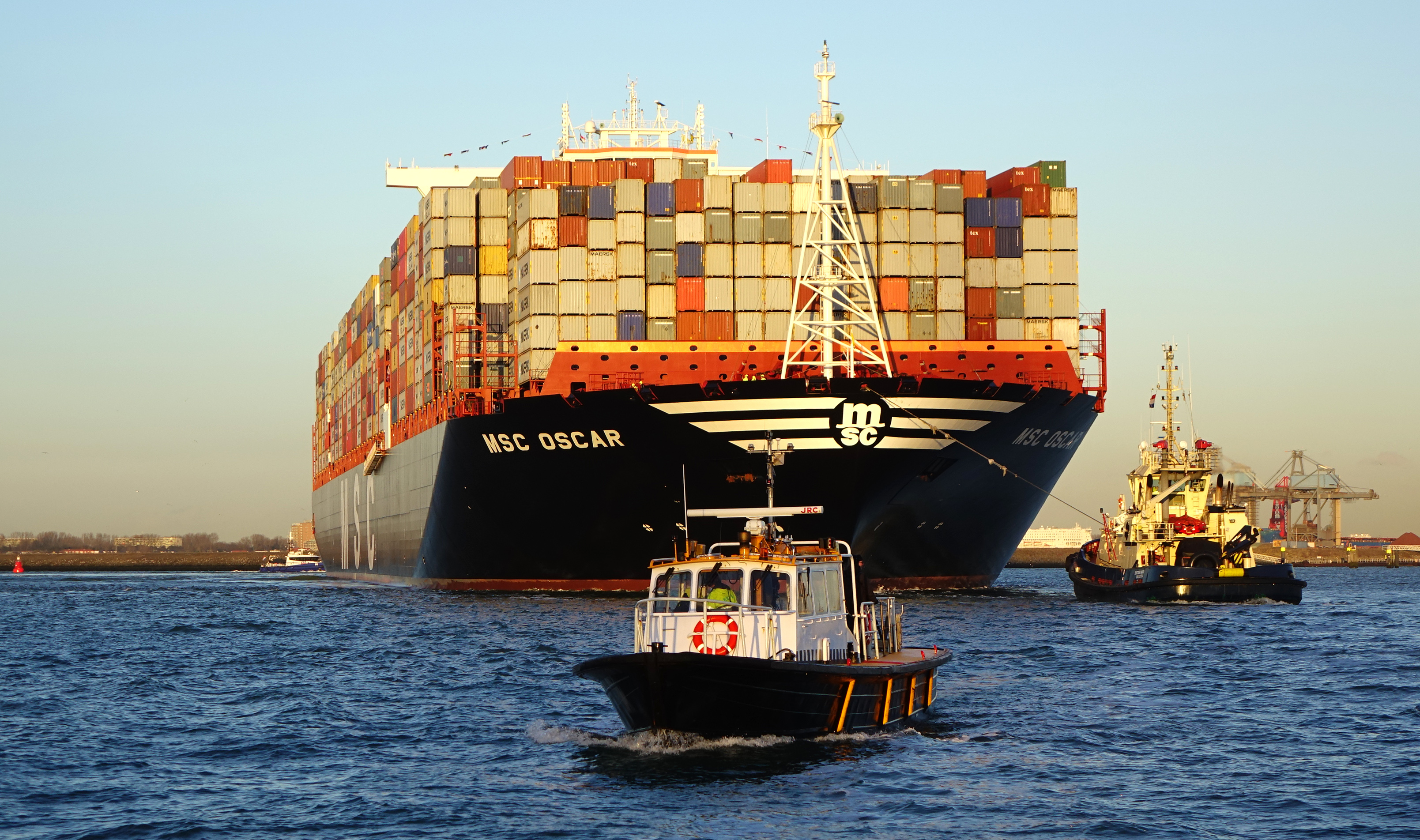
ام‌اس‌سی اسکار از روبرو